# Kitō-ryū
Kitō-ryū (em japonês:  起 倒流) é uma escola tradicional (koryu) da arte marcial japonesa do jujutsu. Seu currículo inclui atemi waza (técnicas de ataque), nage waza (técnicas de arremesso), kansetsu waza (técnicas de imobilização articular) e shime waza (técnicas de asfixia). Muitas dessas técnicas eram executadas ao mesmo tempo com armadura completa.

## Origem
Kitō-ryū é traduzido como "a escola da ascensão e queda". É uma forma de "aikijutsu", o princípio de "ki" (energia) e aiki (o kitō-ryū ensina que "Quando duas mentes estão unidas, a mais forte controla a mais fraca..."). Da mesma forma, utiliza princípios como "kuzushi no ri" (lit. "quebra de equilíbrio").

## Base da arte do judô
Jigoro Kano treinou kitō-ryū e derivou de alguns dos seus princípios movimentos que constituem a base do judô. Um dos katas de judô, o koshiki-no-kata (também conhecido como kitoryu-no-kata), é composto de técnicas oriundas do kitō-ryū.